# Ventrostoma
Ventrostoma es un género de foraminífero bentónico de la Subfamilia Parafissurininae, de la Familia Ellipsolagenidae, de la Superfamilia Polymorphinoidea, del Suborden Lagenina y del Orden Lagenida. Su especie-tipo es Lagena fovigera. Su rango cronoestratigráfico abarca desde el Mioceno superior hasta la Actualidad.

## Discusión
Clasificaciones previas incluían Ventrostoma en la Superfamilia Nodosarioidea.

## Clasificación
Ventrostoma incluye a las siguientes especies:
- Ventrostoma fovigera
- Ventrostoma scaphaeformis
- Ventrostoma unguis